# Hemitesia
Hemitesia är ett litet fågelsläkte i familjen cettior inom ordningen tättingar med två arter, en i Centralafrika och en i Asien:
- Ljusbent stubbstjärt (H. pallidipes)
- Albertinestubbstjärt (H. neumanni)

Ljusbent stubbstjärt placerades tidigare i släktet Cettia, men genetiska studier visar att den är släkt med albertinestubbstjärten..